# Classe Circé (sommergibile 1925)
La classe Circé di quattro sommergibili da crociera di seconda classe appartenne alla Marine nationale e rappresentava una delle incarnazioni della categoria di sommergibile di seconda classe, o costiero, pianificate dai francesi. Dopo un servizio regolare e senza eventi degni di nota, la classe partecipò alle prime fasi della seconda guerra mondiale, perdendo un'unità; gli altri tre esemplari furono posti in disarmo a Tolone e a Biserta, dove furono affondati progressivamente tra il novembre 1942 e il maggio 1943.

## Progetto
Subito la conclusione vittoriosa della prima guerra mondiale, la Francia intraprese uno studio della propria branca subacquea allo scopo di ampliarla e migliorarla; questi piani si giovarono della cessione, da parte dello sconfitto Impero tedesco, di alcuni degli U-Boot della disciolta Kaiserliche Marine: unità discrete e ben progettate. Inoltre le intenzioni francesi non furono ostacolate dal trattato navale di Washington del febbraio 1922, dato che si occupava di grandi navi capitali, come corazzate e incrociatori da battaglia, e non considerava il naviglio minore o subacqueo. Gli ambienti tecnici della Marine nationale suddivisero la futura flotta sottomarina in tre categorie fondamentali: grandi sommergibili da crociera oceanica; sommergibili costieri, per operare soprattutto nelle acque dell'Europa; e infine sommergibili posamine. Questi tre gruppi erano accomunati da una serie di peculiarità, quali ad esempio tubi lanciasiluri montati sullo scafo esterno e brandeggiabili, una cura particolare nella manovrabilità in superficie e un livello di abitabilità superiore alla media coeva (motivata dal fatto che i battelli avrebbero potuto operare in aree tropicali, dove si estendeva l'Impero coloniale francese). All'inizio degli anni venti cominciarono a essere create le classi della seconda categoria secondo il comune progetto detto "Type 600", dal dislocamento nominale in emersione: quasi in contemporanea nacquero le classi Sirène, Ariane e infine Circé di battelli di seconda classe (o costieri). In particolare la nuova classe Circé era stata ideata dall'ingegnere Maxime Laubeuf, che lavorava per conto della divisione navale della Schneider et Cie.

## Caratteristiche tecniche
I Circé erano battelli lunghi 62,50 metri, con una larghezza massima di 6,20 metri e un pescaggio di 3,99 metri, caratterizzati dalla presenza di un doppio scafo. Il dislocamento normale era di 625 tonnellate in superficie e di 778 tonnellate in immersione. Un'altra fonte afferma invece che il dislocamento normale in superficie era di 561 tonnellate e, in immersione, aumentasse a 798 tonnellate. L'apparato propulsore era formato da due motori Diesel della Schneider e da due motori elettrici: i primi, usati durante la navigazione in superficie, erogavano una potenza di 1 250 shp e garantivano una velocità massima di 14 nodi (26,6 km/h); quelli elettrici, impiegati in immersione, sviluppavano 1 000 shp e garantivano una velocità massima di 7,5 nodi (14,25 km/h). Il gasolio per gli apparati diesel era contenuto in un unico serbatoio da 61 tonnellate, una scorta che garantiva un'autonomia di 3 500 miglia alla velocità di 7,5 nodi in emersione (ovvero 6 482 chilometri a 14,25 km/h) e di 75 miglia a 5 nodi in immersione (1 389 chilometri a 9,5 km/h). Ai motori erano vincolati due alberi con un'elica ciascuno. La profondità operativa massima dei Circé era pari a 80 metri.
L'armamento della classe si articolava su sette tubi lanciasiluri da 550 mm, disposti secondo uno schema particolare: due a prua, altri due sempre a prua ma esterni, uno a poppa esterno e gli ultimi due vincolati a un'installazione esterna e brandeggiabile dall'interno. In totale erano trasportati tredici ordigni, ma solo i due tubi prodieri interni erano ricaricabili nel corso della navigazione. Sul ponte, davanti alla falsatorre, era stato installato un cannone Modèle 1925 da 75 mm L/35, a doppio uso: contro gli aeroplani era impiegabile una munizione fissa esplosiva da 6,2 chili, che raggiungeva una velocità alla volata di 570 m/s. Una granata perforante del peso di circa 8 chili, che raggiungeva una velocità alla volta di 505 m/s, era invece disponibile per affrontare sommergibili avversari in superficie. La dotazione contraerea per la difesa a breve distanza si basava su due mitragliatrici da 8 mm, ciascuna sul proprio supporto.
L'equipaggio della classe ammontava a 41 uomini in totale.

## Costruzione
I quattro esemplari componenti la classe furono tutti ordinati nel programma navale del 1922 e la Schneider si aggiudicò in esclusiva la costruzione, che avvenne negli stabilimenti Forges et Chantiers de la Gironde con i quali aveva stretti legami. I battelli furono impostati tra il gennaio e il febbraio 1924, varati tra ottobre 1925 e il novembre 1927 e completati tra il gennaio 1927 e il maggio 1928. Ogni esemplare ebbe all'inizio un identificativo alfanumerico, poi rimpiazzato dal nome definitivo: Q125 (futuro Circé), Q126 (Calypso), Q134 (Thétis) e Q135 (Doris).

## Unità
| Nome    | Cantiere                                      | Impostazione     | Varo             | Completamento    | Destino finale                                                                                          |
| ------- | --------------------------------------------- | ---------------- | ---------------- | ---------------- | --- |
| Circé   | Forges et Chantiers de la Gironde (Schneider) | 15 gennaio 1924  | 29 ottobre 1925  | 29 gennaio 1927  | Catturato nel dicembre 1942 dal Regno d'Italia, autoaffondato il 6 maggio 1943 a Biserta                |
| Calypso | Forges et Chantiers de la Gironde (Schneider) | 7 febbraio 1924  | 15 gennaio 1926  | 12 maggio 1928   | Catturato nel dicembre 1942 dal Regno d'Italia, affondato il 31 gennaio 1943 da attacco aereo a Biserta |
| Thétis  | Forges et Chantiers de la Gironde (Schneider) | 1º febbraio 1924 | 30 giugno 1927   | 24 febbraio 1928 | Autoaffondato il 27 novembre 1942 a Tolone                                                              |
| Doris   | Forges et Chantiers de la Gironde (Schneider) | 1º febbraio 1924 | 25 novembre 1927 | 26 maggio 1928   | Affondato il 9 maggio 1940 da un U-Boot a ovest di Petten                                               |

## Impiego operativo
I quattro Circé presero servizio nel 1929 e nel 1930 e, durante il servizio regolare di crociere e addestramenti, rinunciarono alle due mitragliatrici da 8 mm con altrettante mitragliatrici pesanti da 13,2 mm, montate però su affusto doppio.
Nel settembre 1939, allo scoppio della seconda guerra mondiale in Europa, i Circé furono incaricati di pattugliamenti nelle acque africane, mediterranee e del Mare del Nord collaborando con la Royal Navy: nel corso di queste missioni fu perduto il Doris, attaccato e affondato da un sommergibile tedesco al largo del Regno dei Paesi Bassi. La capitolazione francese del 22 giugno 1940 trovò il Circé e il Calypso all'ancora a Biserta, mentre il Thétis era a Tolone; tutti e tre ebbero ordine di rimanere in porto e, qualche mese più tardi, furono posti in disarmo. L'8 novembre 1942 gli Alleati sbarcarono in forze nell'Africa settentrionale controllata dal governo di Vichy e due giorni dopo la Germania, preoccupata della tenuta del debole stato di Vichy e della defezione di importanti personalità francesi in campo alleato, attivò l'operazione Anton per occupare militarmente tutta la Francia metropolitana; il grosso della flotta francese, fermo a Tolone, si autoaffondò in massa il 27 novembre per non cadere nelle mani dell'Asse e il Thétis ne seguì la sorte. In dicembre forze italo-tedesche si impossessarono anche del protettorato francese in Tunisia e i superstiti Circé furono requisiti dai tedeschi, che li cedettero alla Regia Marina. Gli italiani avevano intenzione di rimetterli in efficienza insieme a numerosi altri sommergibili catturati, ma per mancanza di tempo, materiali o modo di spostarli, il Circé e il Calypso furono lasciati a Biserta: addirittura solo il primo battello fu ufficialmente ridenominato FR 117. Il 31 gennaio 1943 si verificò una massiccia incursione aerea degli Alleati e il Calypso fu colato a picco; il 6 maggio seguente gli italiani mandarono a fondo pure il Circé prima di abbandonare Biserta alle forze anglo-statunitensi.